# Singha

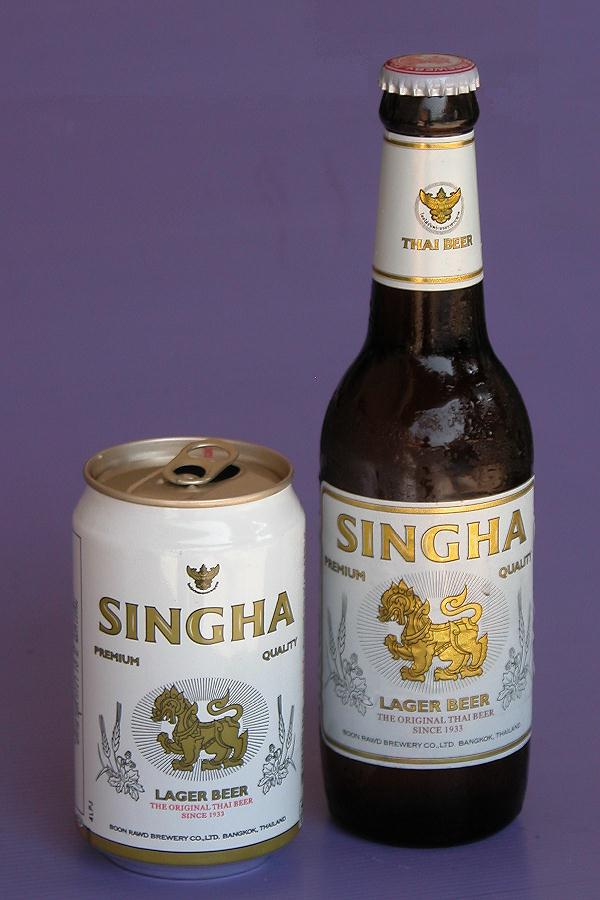
Singha-Bier

Singha (Thai: เบียร์สิงห์, RTGS: Bia Sing, Aussprache: [bia sǐŋ]) ist eine thailändische Biermarke der Boon Rawd Brewery.
Singha ist ein Lagerbier mit 5 Vol-% Alkohol, ferner wird auch ein alkoholärmeres Singha Light (3,5 Vol-%), das eher auf die weibliche Klientel abzielt, sowie Fassbier Singha Lager Draft angeboten.
Boon Rawd produziert international jährlich über 1500 Millionen Liter Bier. Einige Jahre um die Jahrtausendwende musste die Brauerei ihre Marktführerschaft an Chang-Bier (Thai Beverage Plc) abgeben, mittlerweile ist Singha aber wieder Marktführer in Thailand.

## Produkte
- Singha Bier
- Leo Bier
- U Bier
- Singha Light
- Singha Soda-Water